# ماركوس نورث
ماركوس نورث (28 يوليو 1979 في أستراليا - ) (بالإنجليزية: Marcus North)‏ هو لاعب كريكت أسترالي. شارك مع منتخب أستراليا الوطني للكريكت. أما مع النوادي، فقد لعب مع نادي مقاطعة ديربيشاير للكريكت ‏ ونادي مقاطعة لانكشر للكريكت ‏ ونادي مقاطعة غلوستر للكريكت ‏ ونادي مقاطعة دورهام للكريكت ‏ ونادي مقاطعة غلاموركن للكريكت ‏ ونادي مقاطعة هامبشاير للكريكت ‏ وفريق غرب أستراليا للكريكت ‏ وPerth Scorchers ‏ وSydney Sixers ‏.

## وصلات خارجية
- ماركوس نورث على موقع إي آس بي آن كريك إنفو (الإنجليزية)